# Peter Wrolich
Peter Wrolich est un coureur cycliste autrichien né le 30 mai 1974 à Vienne. Après avoir passé 9 ans dans l'équipe Gerolsteiner, il rejoint en 2009 l'équipe Milram à la suite de l'arrêt de la Gerolsteiner. En fin d'année suivante, il arrête sa carrière.

## Biographie

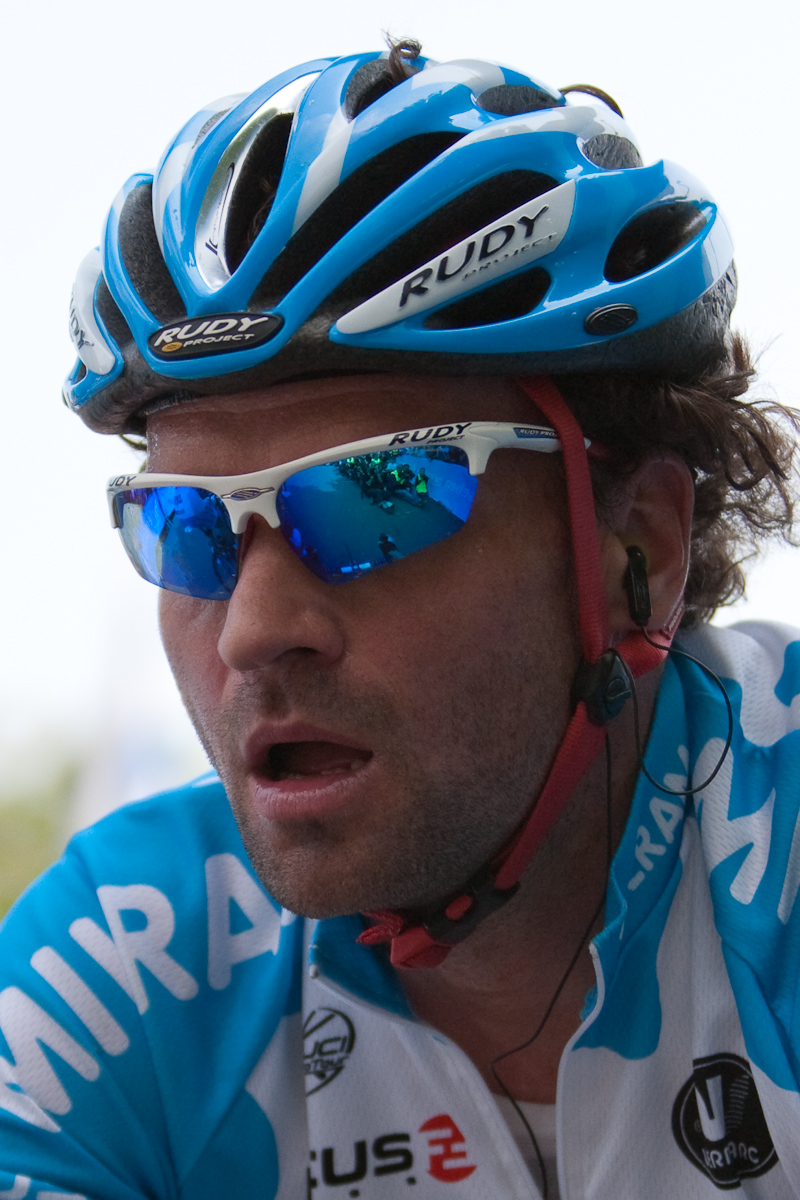
Peter Wrolich lors du Grand Prix de Francfort 2009.

## Palmarès
- 1993
  - Tour du Burgenland
- 1994
  - 2e du Tour du Burgenland
- 1995
  - 2e du Straßenengler Radsporttag
- 1997
  - 2e étape de Vienne-Rabenstein-Gresten-Vienne
- 1998
  - Prologue et 4e étape du Tour du Guatemala
  - 2e du championnat d'Autriche sur route
  - 3e du GP Jundendorf Straßenengel
- 1999
  - 2e étape du Tour de l'Avenir
  - 2e du championnat d'Autriche sur route
  - 3e du Grand Prix Winterthur
- 2000
  - 2e du Tour du Poitou-Charentes
- 2001
  - Classement général du Herald Sun Tour
- 2002
  - Tour de Cologne
  - 6e étape du Tour de Saxe
- 2003
  - 3e du Tour de Cologne
- 2004
  - Tour de la Hainleite
- 2005
  - 2e étape du Tour de Géorgie
  - 5e du Grand Prix de Plouay
- 2007
  - 9e de la Vattenfall Cyclassics
- 2008
  - 6e de la Vattenfall Cyclassics

## Résultats sur les grands tours

### Tour de France
- 2004 : 113e
- 2005 : 146e
- 2006 : 135e
- 2007 : 133e
- 2009 : non-partant (13e étape)

## Classements mondiaux
| Année              | 2005 | 2006 | 2007 | 2008 |
| ------------------ | ---- | ---- | ---- | ---- |
| Classement ProTour | 103e | 206e | 177e | 74e  |